# Río Cipreses
El Río Cipreses es un curso natural de agua que fluye en la Región de O'Higgins, dentro de la reserva nacional Río de Los Cipreses con dirección general norte y desemboca en el río Cachapoal.

## Trayecto
El río antaño brotaba al principio del valle desde el glaciar Cipreses. Sin embargo, el glaciar ha retrocedido con los años y está actualmente encumbrado en lo alto del valle en una especie de tapón de roca que encajona lo que va quedando de este. El río aún nace directamente debajo del glaciar en un espectáculo impresionante.
El cajón del río es un valle largo y estrecho que presenta una orientación Sur-Norte. La profundidad del valle varía entre los 1.200 a 1.700 m s. n. m., y las cumbres que rodean al río varían entre 3.000 a 4.900 m s. n. m. El río Cipreses es uno de los afluentes del río Cachapoal, formando parte de la principal red hidrológica de la región.

## Historia
Francisco Astaburuaga escribió en 1899 en su obra póstuma Diccionario geográfico de la República de Chile sobre el río:
Cipreses (Río de los).-—Corriente de agua, no escasa y de corto curso, del departamento de Caupolicán y que procede de los Andes por la parte de los Altos de los Mineros. Se dirige hacia el NO. por un cauce pendiente entre cerros escabrosos y va á echarse en la izquierda del río Cachapual á pocos kilómetros más arriba de los baños de Cauquenes.